# Pedro Quiñónez
Pedro Quiñónez (Esmeraldas, 4 de março de 1986) é um futebolista equatoriano.

## Carreira
- 2004-2007: El Nacional
- 2007-2008: Santos